# Vạn Phúc, Thanh Trì
Vạn Phúc là một xã thuộc huyện Thanh Trì, thành phố Hà Nội.

## Địa giới hành chính
Xã Vạn Phúc nằm ở phía đông huyện Thanh Trì. Ranh giới hành chính như sau:
- Phía đông giáp thị trấn Văn Giang và các xã Liên Nghĩa, Thắng Lợi, huyện Văn Giang, tỉnh Hưng Yên, với ranh giới tự nhiên là sông Hồng;
- Phía nam giáp xã Thắng Lợi, huyện Văn Giang, tỉnh Hưng Yên và xã Ninh Sở, huyện Thường Tín, Hà Nội;
- Phía tây giáp các xã Đông Mỹ và Duyên Hà, huyện Thanh Trì;
- Phía bắc giáp xã Văn Đức, huyện Gia Lâm (ranh giới tự nhiên là sông Hồng).

## Làng Vạn Phúc
Làng Vạn Phúc nay là một thôn của xã Vạn Phúc (huyện Thanh Trì). Đầu thế kỷ XIX là "Vạn Phúc châu" thuộc tổng Vạn Phúc, huyện Thanh Trì, phủ Thường tín, trấn Sơn Nam Thượng (năm 1831 đổi làm tỉnh Hà Nội, năm 1904 thuộc tỉnh Hà Đông). Sau Cách mạng, làng nhập với làng Mỹ Ả thành xã mang tên Vạn Phúc. Năm 1926, làng có 1223 nhân khẩu.
Vạn Phúc nằm ven sông Hồng, có vùng bãi màu mỡ nên được con người khai phá từ rất sớm. L àng thờ vị thần tên là Uy Mang (hay Hồng Mang), theo thần phả là anh em sinh đôi của Vua Hùng Nghị Vương. Ông là vị tướng văn võ song toàn, có công lớn giúp vua cha giữ yên bờ cõi, sau khi qua đời được phong Phúc thần và được 27 làng xã phụng thờ.
Làng Vạn Phúc in đậm nhiều dấu ấn của lịch sử đất nước. Tháng Giêng năm Giáp Tý (544), Lý Bí (Lý Bôn) sau khi khởi binh đánh đuổi được Thứ sử Tiêu Tư của nhà Lương đã xưng vua, đặt tên nước là Vạn Xuân, niên hiệu là Thiên Đức, dựng điện Vạn Xuân. Theo các nhà nghiên cứu thì điện Vạn Xuân ở bên hồ Vạn Xuân (xưa gọi là Vạn Xoan), chính là đầm Vạn Phúc bên bờ sông Hồng.
Năm Bính Ngọ (1426), nghĩa quân Lam Sơn do Lê Lợi, Nguyễn Trãi chỉ huy đóng quân ở Tây Phù Liệt (xã Đông Phù ngày nay). Hai ông đã cho tôn đê Vạn Xuân, biến đoạn đê này thành chiến lũy quan trọng để bao vây thành Đông Quan của giặc Minh.
Tháng Sáu, năm Bính Ngọ (1786), quân Tây Sơn do Nguyễn Huệ chỉ huy tấn công ra Bắc diệt nhà Trịnh. Chúa Trịnh đã bố trí một lực lượng lớn quân do tướng Hoàng Phùng Cơ chỉ huy, đóng ở đầm Vạn Phúc để ngăn chặn. Song, quân chúa Trịnh bị đánh tan ngay từ trận đầu. Sáu người con của Hoàng Phùng Cơ chết trong trận này. Cơ và 2 người con còn lại cướp đường chạy về Thăng Long.
Nằm ven sông Hồng, Vạn Phúc có bãi bờ phù sa màu mỡ, thuận tiện cho việc cấy trồng các loại hoa màu, cây công nghiệp. Tuy nhiên, hàng năm, dân làng phải chịu cảnh nước lụt nên phải bỏ nhiều côg sức đắp và tu bổ đê. Phần cuối đê Vạn Xuân (Vạn Xoan) nằm trên đất Vạn Phúc chính là phần quan trọng của đê Đỉnh Nhĩ. Tương truyền, vào đầu thời Lê Sơ, đoạn đê này vỡ đến 13 lần, đắp xong lại vỡ. Bờ đối diện của đê này nằm trên đất làng Nga My của huyện Thanh Oai. Trong quá trình đắp đê đó, dân hai làng Vạn Phúc và Nga My thường hỗ trợ nhau về vật chất, phương tiện và cả sức người, từ đó hình thành tục kết nghĩa giữa hai làng, được duy trì cho đến ngày nay.
Vạn Phúc có ngôi đình làng, ngoài vị thần Uy Mang còn thờ Lê Sạn là người làng, đỗ Bảng nhãn khoa Nhâm Tuất niên hiệu Cảnh Thống đời Vua Lê Hiến Tông (năm 1502), khi ông mới 26 tuổi, làm quan đến Thượng thư bộ Lại, từng đi sứ sang nhà Minh. Làng có chùa Tiên Linh, tên Nôm là chùa Trắng hay chùa Bụt Mọc. Tục truyền, vào thời Vua Lý Thái Tổ (1009 - 1028), có một năm đê vỡ, dân làng thấy một pho tượng trôi trên đầm Vạn Xuân, liền làm lễ khấn trời Phật; lễ xong thì tượng dừng trôi. Vua biết tin liền sức cho dân làng dựng am thờ và cho đặt tên chùa là Bụt Mọc, song dân làng thường quen gọi là chùa Trắng. Sau đó, chùa được mở mang khang trang, nhưng do chiến tranh và thiên tai nên chùa bị xuống cấp, đổ nát dân, hiện chỉ còn hậu cung và trụ cổng chùa.
Dân làng Vạn Phúc có một bộ phận theo Công giáo, dựng nhà thờ vào cuối thế kỷ 19. Nay là Giáo xứ Vạn Phúc thuộc Tổng giáo phận Hà Nội..